# Декарт (Ендр и Лоара)
Декарт (фр. Descartes) је насељено место у Француској у региону Центар, у департману Ендр и Лоара.
По подацима из 2011. године у општини је живело 3805 становника, а густина насељености је износила 99,92 становника/km².

## Демографија
| 1962. | 1968. | 1975. | 1982. | 1990. | 2011. |
| ----- | ----- | ----- | ----- | ----- | ----- |
| 3.368 | 4.267 | 4.446 | 4.357 | 410   | 3.805 |